# Habronattus anepsius
Habronattus anepsius là một loài nhện trong họ Salticidae.
Loài này thuộc chi Habronattus. Habronattus anepsius được Ralph Vary Chamberlin miêu tả năm 1924.